# Ganesh II
Ganesh II (també Ganesh NW o Ganesh III) és una muntanya de la Ganesh Himal, una petita serralada de l'Himàlaia, al Nepal. El cim s'eleva fins als 7.118 msnm i té una prominència de 1.198 metres. Es troba uns 70 quilòmetres al nord-oest de Katmandú, i uns set quilòmetres a l'oest del Yangra (Ganesh I). Presenta un desnivell de fins a 5.800 metres amb les valls properes en tan sols 16 quilòmetres.
Tot i que el 1953 i 1954 es va intentar escalar aquest cim no fou coronat fins a l'octubre de 1981, quan dues expedicions simultànies ho aconseguiren, una d'alemanya, per l'aresta nord, i una de japonesa, per l'esperó nord-oest. El 1981, 1988 i 1992 hi va haver nous intents, però cap altra expedició ha fet el cim.